# Asociația Secular-Umanistă din România
Asociația Secular-Umanistă din România (ASUR) este o organizație neguvernamentală, al cărei scop declarat este de a promova valorile umanismului secular. Proiectele și campaniile ASUR sunt direcționate către popularizarea gândirii critice, a educației științifice
 și susținerea principiului de stat secular".

## Istoric
Asociația a fost înființată in anul 2010 la inițiativa a trei persoane: Atila Nyerges, Alexandru Toma Pătrașcu și Liliana Voicu. Din 2011 Asociația este membră a Humanists International (cunoscută în
trecut drept International Humanist and Ethical Union).

## Campanii

### Bucharest Science Festival
Începând cu 2013, ASUR împreună cu Planeta Științei au organizat anual Bucharest Science Festival, un festival pe parcursul căruia sunt organizate ateliere, conferințe, dezbateri, expoziții și proiecții de filme documentare, menite să promoveze cunoaștere științifică. Fiecare ediție atrage mii de vizitatori.
Prima ediție a festivalului a avut loc în anul 2013. 

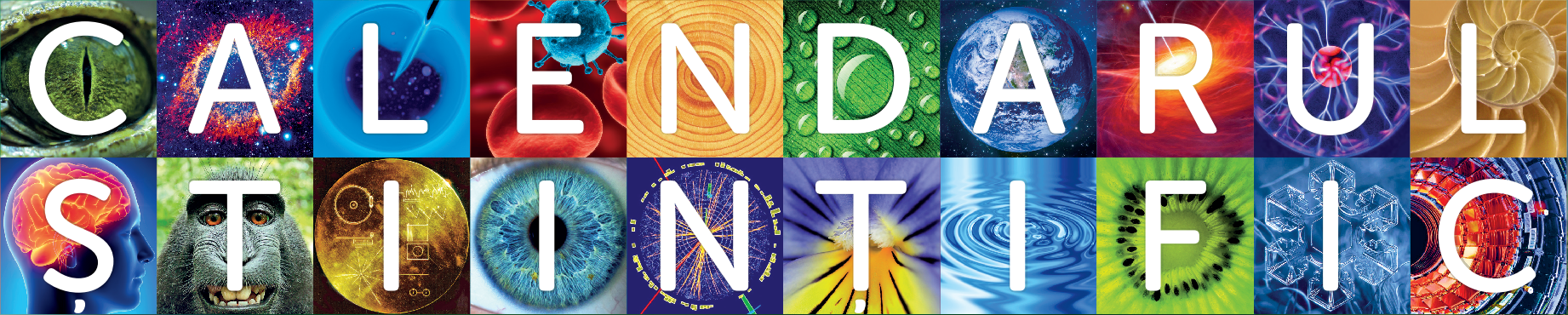
Logo-ul Campaniei "Calendarul Științific"

### Calendarul Științific
Calendarul Științific este un proiect unic în România, care popularizează cercetători și descoperirile științifice. Prima ediție a Calendarului a apărut în 2011, iar de atunci a fost editat și publicat anual de ASUR. Proiectul constă în tipărirea în format A1 a unui calendar, asociind fiecărei zi un eveniment reprezentativ din lumea științifică. Calendarele sunt apoi distribuite gratuit în școli și licee. Majoritatea edițiilor au fost finanțate prin crowdfunding. 

### ExpozițiaDescendența speciei umanelaMuzeul Zoologic din Cluj-Napoca
Expoziția „Descendența speciei umane” abordează o tematică unică în România, evoluția speciei umane. Studiile anatomice faciale sunt prezentate într-o manieră științifică, având la bază tehnicile utilizate de către criminalistică în reconstrucția chipului. Exponatele oferă vizitatorului atât o experiență educațională, prin intermediul acurateței științifice cu care au fost create, cât și o experiență emoțională, datorată reprezentării artistice realizată cu măiestrie. Autorul este artistul plastic și paleoantropolog amator Eduard Constantin Olaru.
Expozitia Descendența speciei umane a avut loc la Muzeul Zoologic din Cluj-Napoca între 12 februarie si 5 martie 2014.

### Vrem spitale, nu catedrale!- Zi de acțiune laică
La data de 29 decembrie 2013 a avut loc Campania „Vrem spitale, nu catedrale!”. A fost o campanie națională ASUR care a vrut să tragă un semnal de alarmă asupra finanțării Bisericii de către stat, la împlinirea a 150 de ani de la adoptarea legii secularizării averilor mănăstirești, în vremea lui Alexandru Ioan Cuza. Participanții au fost sfătuiți să se fotografieze „în fața unei instituții publice (Parlament, Consiliu Județean, Primărie etc), împreună cu un panou pe care ai scris un mesaj pro-laicitate și publică imaginea atât pe conturile tale de pe rețelele sociale, cât și pe pagina evenimentului”. ASUR atrage atenția și asupra faptului că Biserica a primit la ultima ședință de Guvern 10 milioane de lei, în plus fata de cele 20 de milioane deja alocate pe 11 decembrie. De asemenea, pe 18 decembrie, BOR a primit in administrare printr-o ordonanta de urgenta si Complexul hotelier "Bradul" din Covasna (hotel, restaurant, baza de tratament, teren de sport, parc amenajat, izvor de ape minerale), împreună cu 2,3 hectare de teren.

### Proiecte internaționale
Începând cu anul 2020, ASUR a demarat proiecte finanțate din fonduri europene. Printre acestea se numără Sciencivicus - Cetățenie activă prin educație științifică (proiect Erasmus+ pentru tineri) și For a Better Future - Curs de formare pentru o abordare integrată a educației în domeniul științei și al drepturilor omului (proiect Erasmus+ pentru tineri și lucrători de tineret). De asemenea, ASUR a fost partener în proiectele internaționale TechEthos (axat pe etica tehnologiilor noi și emergente) și Make It Open (care a promovat Educația Deschisă în rândul profesorilor)

### Alte campanii
- Aprinde flacăra științei[27]
- În plata domnului[28]
- Recensământ 2011[29]
- Recensământ 2021[30]
- 10:23 [31]
- Stop Îndoctrinării[8]

## Critică
Principalii critici ai Asociației Secular-Umanistă din România sunt reprezentanții cultelor, în special cei a Bisericii Ortodoxe Române. Aceștia s-au opus în nenumărate rânduri campaniilor ASUR.